# سیارک ۳۱۰۲
سیارک ۳۱۰۲ (به انگلیسی: 3102 Krok، نامگذاری:1981QA) سه هزار و صد و دومین سیارک کشف شده‌است که در ۲۱ اوت ۱۹۸۱ کشف شد.
قدر مطلق سیارک برابر ۱۵٫۶۰ است.